# 1,25-Meter-Band
Als 1,25-Meter-Band bezeichnet man den Frequenzbereich von 222 bis 225 MHz. Der Name leitet sich von der ungefähren Wellenlänge dieses Frequenzbereiches ab. In einigen Ländern, z. B. in den USA, ist in diesem Frequenzbereich Amateurfunk erlaubt, allerdings nicht in Europa, denn hier ist dieser Frequenzbereich diversen Rundfunkdiensten (DAB, DVB-T, …), mobilen Landfunkdiensten und mobilen Funkdiensten zugewiesen.